# L'assassinio del corriere di Lione
L’assassinio del corriere di Lione è un film italiano del 1916, diretto da Giovanni Enrico Vidali. Il film è parzialmente ispirato ad un evento di cronaca nera risalente al 1796.

## Trama
Pierre Simon, insieme al padre, ha una bottega di gioielleria, nei pressi di Lione, prospiciente a quella del suo concorrente e rivale, Duval. Pierre è innamorato di Liliana, che ha incontrato l’anno precedente nella  cittadina di residenza di lei, Fleurville. Quando Liliana, non indifferente al fascino di Pierre, riceve la cugina Henriette, che ha invitato alla festa di Fleurville, un amico comune nota la spilla di Henriette, raffigurante Castore, e consiglia a Liliana di procurarsene il pendant , Polluce, che egli ha visto alla bottega dei Simon. Liliana ed Henriette si recano da Pierre Simon, il quale dice di non essere più in possesso del gioiello, ma promette a Liliana di recuperarlo. Tornando dalla bottega dell’orafo, le due ragazze sono catturate da una banda di briganti, il cui capo, l’appena evaso Jack Well, è straordinariamente somigliante a Pierre, tanto che Liliana farà fatica, nel prosieguo, a distinguere sempre l’uno dall’altro. In ogni modo Jack, innamoratosi a prima vista di Liliana, rimette in libertà sane e salve le due giovani.
Pierre si rammenta che Polluce è ora in possesso di Duval. Vuole comprarlo, ma, attendendosi un diniego da parte del concorrente, ne fa di nascosto un calco in cera, in modo da poterlo riprodurre.
Duval, più avanti, si imbatte in Jack e, dopo averlo inizialmente scambiato per Pierre, lo sente tramare con il resto della banda una futura azione criminosa, e concepisce un piano per vendicarsi dell’eterno rivale sfruttando l’estrema somiglianza fra i due. Successivamente Jack vede Duval affidare al corriere di Lione un cofanetto con gioielli preziosi, fra i quali il Polluce, da recapitare a Parigi. Viene decisa dunque l’imboscata, nel corso della quale il corriere di Lione rimane ucciso. Pierre Simon, innocente, viene incarcerato, riconosciuto da testimoni, ed in possesso del Polluce che ha riforgiato, che Duval riconosce essere il suo; e viene condannato a morte. Jack, al momento della spartizione della refurtiva, scopre che Duval aveva spedito un cofanetto vuoto, allora si reca da Duval, lo deruba, prendendogli anche il Polluce originale, con il quale – gli spiega il rancoroso Duval – egli potrà farsi passare per Pierre presso Liliana.
Liliana, a questo punto, venuta a sapere dell’incarceramento di Pierre, capisce che il vero colpevole è il brigante Jack, che intanto si è recato da lei: gli propone allora di incontrarsi l’indomani, per la consegna del Polluce, nella piazza dove avrebbe dovuto avvenire l’esecuzione di Pierre. Si reca poi presso le autorità, alle quali spiega la sua storia, di modo che Jack possa essere catturato, il che avviene, appunto, il giorno dopo, mentre Pierre viene scagionato.